# Corbin Bleu
Corbin Bleu (Nova York, 21 de fevereiro de 1989)  é um ator, cantor, compositor e modelo norte-americano. Ficou mundialmente conhecido através do filme High School Musical da Disney Channel, onde atuou como Chad Danforth. Corbin também ficou conhecido por protagonizar o filme Disney Channel, Jump In!.
Com o sucesso de High School Musical, Corbin foi convidado pela Hollywood Records a seguir a carreira musical, lançando seu álbum de estreia, Another Side, em 1 de maio de 2007, que incluiu o single "Push It to the Limit". O álbum estreou no número 36 na Billboard 200 dos EUA, vendendo 18.000 cópias em sua primeira semana. Bleu lançou seu segundo álbum, Speed of Light, em 10 de março de 2009. Ele voltou à televisão, estrelando a curta série da CW produzida por Ashton Kutcher, The Beautiful Life (2009), e o filme Free Style (2009) ). Também já apareceu nos filmes The Little Engine That Could (2011), Scary or Die (2012), Nurse 3D (2013), Sugar (2013), The Monkey's Paw (2013) e Walk. Ride. Rodeo. (2019). Na TV, teve destaque na 17ª temporada do reality de competição Dancing with the Stars, onde foi um dos finalistas.
Apesar de investir no cinema, televisão e música, foi no teatro que Bleu conseguiu mais sucesso, já tendo estrelado diversos musicais da Broadway. Em 2010, ele interpretou Usnavi em In the Heights na Broadway. Em 2011, interpretou Seaweed na versão do Hollywood Bowl do musical Hairspray. Em 2012, ele retornou à Broadway no revival de Godspell, no papel de Jesus. Em 2013, foi escalado como Jeffrey King no revival de curta duração de One Life to Live. Em 2016, Bleu interpretou Ted Hanover na versão da Broadway de Holiday Inn, o New Irving Berlin Musical. Em 2017 interpretou Sky, na remontagem de Mamma Mia! do Hollywood Bowl. Em 2018, estrelou como Don Lockwood em Singin' in the Rain. Mais recente, em 2019, ele voltou a interpretar Bill Calhoun / Lucentio em Kiss Me, Kate, também na Broadway. Em 2020. estava em cartaz como Frank Abagnale na montagem teatral de Catch Me If You Can.
Para 2021, Bleu protagonizará Cars: The Series, série original do Disney+, dando voz ao personagem Cam Spinner. A animação é um spin-off do filme Carros.

## Biografia
Corbin começou atuando desde muito jovem, sob a influência de seu pai, o ator David Reivers. Estrelou em comerciais para Life Cereal, Bounty, Hasbro e Nabisco. Pouco tempo depois, mostrou um grande interesse pela dança, por isso os seus pais o matricularam em aulas de balé e jazz - muitas vezes sendo o único menino em sua classe Bleu graduated from Los Angeles County High School for the Arts. Aos 4 anos Corbin começou como modelo, representou Ford Models em Nova Iorque. Estava em anúncios impressos para a Gap, Target e lojas de brinquedos. No entanto, não parou por aí. Quando ele completou 6 anos fez sua primeira grande produção, nos palcos da Broadway, onde interpretou um menino abandonado, um órfão chamado Mute em "Tiny Tim is Dead".
Mudou-se para Los Angeles em 1996 onde logo embarcou rapidamente em um papel na série High Incident. Corbin atuou também em outros filmes com Ben Stiller, Tim Allen, Alan Rickman. Um de seus papéis mais lembrados na infância foi quando com apenas 8 anos atuou no seriado E.R., onde ele recebeu um tiro. Durante este tempo Corbin continuou dançando e foi um dos primeiros alunos prestigiado no "Debbie Allen Dance Music Academy". Corbin diz que Allen ensinou-lhe muito e o incentivou para ser o grande bailarino que é hoje.
Quando começou a estudar, Corbin foi para o Los Angeles County High School. Durante os primeiros anos alcançou um papel no filme Catch That Kid e logo depois atuou no papel de Ren na peça Footloose.
Em 2004, Corbin foi escolhido para participar da família Boomerang no novo espetáculo Flight 29 Down, que foi filmado no Havaí.
Em 2005, Corbin foi selecionado para o papel de Chad Danforth no fenômeno High School Musical. Após o sucesso do filme original do Disney Channel, a Disney decidiu fazer outro filme que se encaixou perfeitamente no perfil de Corbin, foi escolhido para o papel de Izzy Daniels para o filme Jump In!, juntamente com David Reivers que interpretou Kenneth Daniels, o pai de Izzy no filme. Em 2007 fez uma turnê com o elenco de High School Musical. Corbin também gravou o seu álbum solo "Another Side" que foi lançado no dia 1 de Maio de 2007 alcançando 22 mil cópias vendidas na primeira semana de lançamento. No show de High School Musical, ele cantou o seu single, "Push it to the limit", que também faz parte da trilha sonora de Jump in!.
Corbin atuou novamente como Chad no filme High School Musical 2 e também no último filme do fenômeno, o High School Musical 3: Ano da Formatura.
Além disso atuou no filme FreeStyle como o personagem Cale Bryant onde foi bem aclamado pela crítica, porém com baixa bilheteria do público, e lançando no dia 10 de março de 2009 do seu novo álbum, Speed of Light alcançando uma soma pouco menor do que seu primeiro álbum, cerca de 15 mil cópias na semana de estreia nos EUA.
Em 2009 atuou na série The Beautiful Life da The CW, série que foi cancelada em seu segundo episódio devido a baixa audiência, mas teve outros 3 episódios lançados no YouTube. Em 2010 estreia em um musical da Broadway In The Heights e Hairspray.
Em março de 2013, vai levar o papel principal de "Jeffrey King" em uma série de novela, "One Life to Live".

## Vida pessoal
Corbin adora trabalhar junto de bichos e até agora já atuou com um leão, um babuíno, um canguru cego, e um chimpanzé, dentre outros. Em seu tempo livre, Corbin adora lutar boxe, escutar música e ficar com seus amigos. Ele mora em Los Angeles com seus pais e suas irmãs menores, Hunter, Phoenix e Jag. Seria ele quem abriria os Shows das The Cheetah Girls durante a One World Tour, mas sua agenda estava tão acarretada de trabalho que foi substituído pelo grupo Thick Girlz um grupo que não é conhecido no Brasil. Casou-se com Sasha Clements em 23 de julho de 2016.

## Álbuns
| Another Side - Lançamento: 1 de Maio de 2007 (EUA) - Gravadora: Hollywood Records |

| Speed of Light - Lançamento: 10 de Março de 2009 (EUA) - Gravadora: Hollywood Records |

## Filmografia

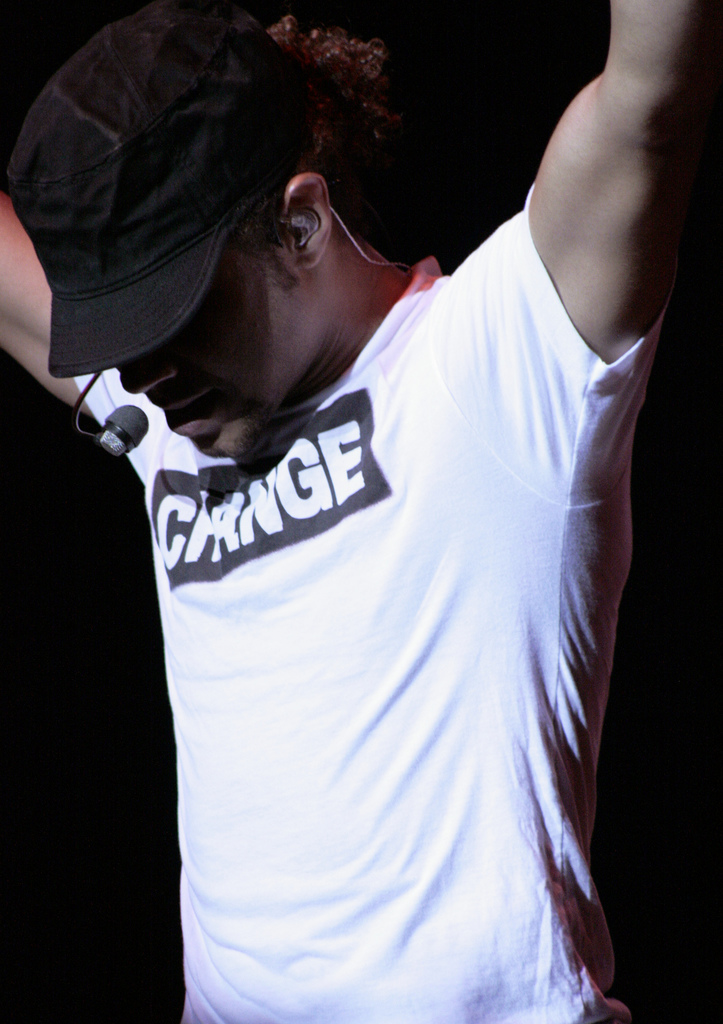
Corbin Bleu em 2008.

### Filmes
| Ano  | Título                                 | Personagem                         | Notas                                         |
| ---- | -------------------------------------- | ---------------------------------- | --------------------------------------------- |
| 1998 | Soldier                                | Johnny                             |                                               |
| 1998 | Beach Movie                            | Kid                                |                                               |
| 1999 | Family Tree                            | Ricky                              |                                               |
| 1999 | Mystery Men                            | Butch                              |                                               |
| 1999 | Galaxy Quest                           | Tommy jovem                        |                                               |
| 2004 | Catch That Kid                         | Austin                             |                                               |
| 2006 | High School Musical                    | Chad Danforth                      | Filme Original Disney Channel                 |
| 2007 | Flight 29 Down                         | Nathan McHugh                      | Coprotagonista                                |
| 2007 | The Secret of the Magic Gourd          | Magic Gourd                        | Dublagem                                      |
| 2007 | Jump In!                               | Izzy Daniels                       | Protagonista. Filme Original Disney Channel   |
| 2007 | High School Musical 2                  | Chad Danforth                      | Coprotagonista. Filme Original Disney Channel |
| 2008 | High School Musical 3: Senior Year     | Chad Danforth                      | Coprotagonista. Cinema                        |
| 2009 | Free Style                             | Cale Bryant                        | Protagonista                                  |
| 2009 | Beyond All Boundaries                  | Eddie W. Robinson / Sgt. Dan Levin | Dublagem                                      |
| 2010 | Flight 29 Down: The Hotel Tango        | Nathan McHugh                      | Coprotagonista                                |
| 2010 | I Owe My Life to Corbin Bleu           | Ele mesmo                          | Curta-metragem                                |
| 2011 | The Little Engine That Could           | Lou                                | Dublagem                                      |
| 2011 | Twinkle Toes'                          | Drew                               | Dublagem                                      |
| 2011 | Tonka Chuck and Friends: Big Air Dare  | Flip                               | Dublagem                                      |
| 2012 | Day One                                | Mackey                             |                                               |
| 2012 | Scary or Die                           | Emmett                             |                                               |
| 2012 | Nurse 3D                               | Steve                              |                                               |
| 2013 | Sugar                                  | Sketch                             |                                               |
| 2013 | The Monkey's Paw                       | Catfish                            |                                               |
| 2015 | To Write Love on Her Arms              | Mackey                             |                                               |
| 2015 | Megachurch Murder                      | Marcus King                        |                                               |
| 2019 | Walk. Ride. Rodeo.                     | Diego                              | Filme Original Netflix                        |
| 2019 | Witches in the Woods                   | Philip                             |                                               |
| 2019 | Ovid and the Art of Love               | Ovid                               |                                               |
| 2021 | Love, for Real                         | Marco                              | Filme para TV                                 |
| 2021 | A Christmas Dance Reunion              | Barrett                            | Filme para TV                                 |
| 2022 | Camp Hideout                           | Jake                               | Em pós-produção                               |
| 2022 | Remember Me: The Mahalia Jackson Story | Cab Calloway                       | Em pós-produção                               |
| 2022 | Master of Dreams                       | Joseph Jacobson / Vizier Panerah   | Em pós-produção                               |

### Seriados e Programas de TV
| Ano       | Título                                   | Personagem                  | Notas                                                             |
| --------- | ---------------------------------------- | --------------------------- | ----------------------------------------------------------------- |
| 1996      | ER                                       | Little Boy                  | 1 episódio                                                        |
| 1998      | Malcolm & Eddie                          | Matthew                     |                                                                   |
| 2000      | The Famous Jett Jackson                  | Nick Elderby                | 3 episódios                                                       |
| 2001-2002 | The Amanda Show                          | Russel Carter               | Elenco Recorrente                                                 |
| 2005-2007 | Flight 29 Down                           | Nathan McHugh               | Elenco Principal                                                  |
| 2006-2007 | Ned's Declassified School Survival Guide | Spencer                     | 2 episódios                                                       |
| 2006-2007 | Hannah Montana                           | Johnny Collins              | 2 episódios                                                       |
| 2007-2010 | Phineas and Ferb                         | Coltrane Blake (Voz)        | 9 episódios                                                       |
| 2008      | Jonas Brothers: Living the Dream         | Ele Mesmo                   | 1 episódio                                                        |
| 2009      | The Beautiful Life                       | Issac                       | Protagonista, Série Cancelada                                     |
| 2010      | The Good Wife                            | Jay Hawke/ DJ Javier Berlin | 1 episódio                                                        |
| 2012      | Blue Bloods                              | Officer Blake               | 1 episódio                                                        |
| 2013      | One Life to Live                         | Jeffrey King                | Protagonista, série cancelada                                     |
| 2013      | Franklin & Bash                          | Jordan                      | 1 episódio                                                        |
| 2013      | Dancing with the Stars                   | Ele mesmo                   | Vice-campeão (Temporada 17)                                       |
| 2014      | Drop Dead Diva                           | Michael Donaldson           | 1 episódio                                                        |
| 2015      | Fake Off                                 | Ele mesmo                   | Apresentador                                                      |
| 2016      | High School Musical: 10th Anniversary    | Ele mesmo                   | Especial de 10 anos de High School Musical                        |
| 2016      | Say Yes to the Dress                     | Ele mesmo                   | Episódio sobre seu casamento com Sasha Clements                   |
| 2016      | Castle                                   | Hunter                      | 1 episódio                                                        |
| 2016      | The Fosters                              | Mercutio                    | 1 episódio                                                        |
| 2017      | Battle of the Network Stars              | Ele mesmo                   | 1 episódio                                                        |
| 2017      | Dancing with the Stars                   | Ele mesmo                   | Participação em um trio de Salsa com Jordan Fisher (Temporada 25) |
| 2018      | The Middle                               | Luke                        | 1 episódio                                                        |
| 2018      | Chicago Med                              | Tommy Oliver                | 1 episódio                                                        |
| 2019      | Show Offs                                | Ele mesmo                   | 1 episódio                                                        |
| 2020      | The Disney Family Singalong              | Ele mesmo                   | Especial                                                          |
| 2020      | Supergirl                                | Trevor Crane                | 1 episódio                                                        |
| 2020      | Acting for a Cause                       | Craig Gregory               | 1 episódio                                                        |
| 2021      | Cars: The Series                         | Cam Spinner (Voz)           | Elenco principal. Série Original do Disney+                       |
| 2021      | Dynasty                                  | Blaine                      | 2 episódios                                                       |

### Teatro
| Ano  | Título                                     | Personagem            | Notas                             |
| ---- | ------------------------------------------ | --------------------- | --------------------------------- |
| 2010 | In the Heights                             | Usnavi                | Teatro da Broadway                |
| 2010 | Hairspray                                  | Seaweed               | Hollywood Bowl                    |
| 2012 | Godspell                                   | Jesus                 | Circle in the Square Theatre      |
| 2015 | Family Shots                               | Aaron                 | The Human Race Theatre            |
| 2015 | Romeo and Juliet: Love Is a Battlefield    | Romeo                 | Rockwell Table and Stage          |
| 2016 | The Dodgers                                | Simon                 | Hudson Mainstage Theatre          |
| 2016 | Holiday Inn, The New Irving Berlin Musical | Ted Hanover           | Roundabout Theatre Company        |
| 2017 | Mamma Mia!                                 | Sky                   | Hollywood Bowl                    |
| 2018 | Singin' in the Rain                        | Don Lockwood          | St. Louis Municipal Opera Theatre |
| 2018 | Anything Goes                              | Billy Crocker         | Arena Stage                       |
| 2019 | Kiss Me, Kate                              | Bill Calhoun/Lucentio | Teatro da Broadway                |
| 2020 | Catch Me If You Can                        | Frank Abagnale        | Arena Stage                       |

## Turnês
- Corbin Bleu Another Side Tour